# Helikopterolyckan vid Huvudskär
Helikopterolyckan vid Huvudskär inträffade på förmiddagen den 6 september 1968, då en Boeing Vertol 107 (Helikopter 4B) med anropssignal "Yngve 62" tillhörande 11. helikopterdivisionen (Yngve Röd) störtade i havet utanför ön Huvudskär i Haninge kommun i Stockholms skärgård. Olyckan är det enskilt värsta haveri som drabbat försvarets helikopterverksamhet under alla år.

## Händelseförlopp
Helikoptern hade på morgonen startat från Berga helikopterflygplats och efter en halvtimmes flygning landat vid radarstationen på Gotska Sandön, där man släppte av tre värnpliktiga och tog ombord åtta värnpliktiga som skulle hem på permission. Besättningen bestod av två flygförare och två mekaniker. Klockan 10:07 lyfte helikoptern för att flyga åter mot Berga. Efter uppskattningsvis en kvarts flygning störtade helikoptern i vattnet sydost om Huvudskär. När helikoptern uteblivit på Berga och någon radiotrafik inte mottagits inleddes flygspaning och efter att olycksplatsen lokaliserats inleddes en massiv räddningsinsats. En anländande räddningshelikopter, även den en hkp 4, kunde ta ombord två svårt skadade värnpliktiga för transport till Karolinska sjukhuset. Alla fyra besättningsmän och sex av de åtta värnpliktiga passagerarna omkom i olyckan.